# Stuttgart-Formation

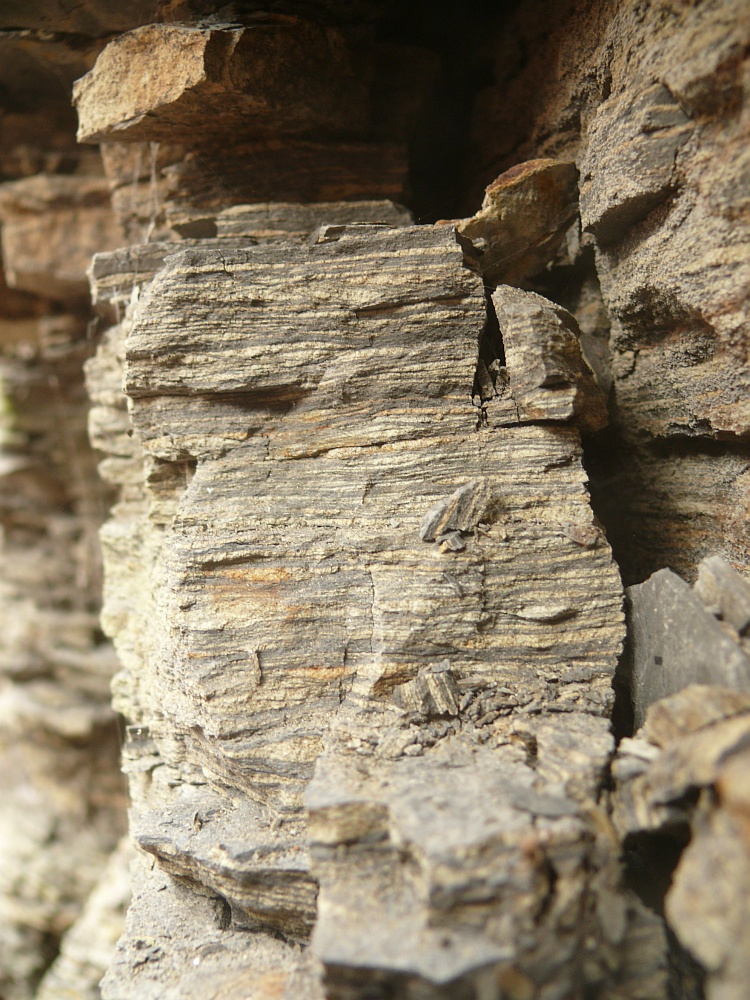
Schilfsandstein in der Ausbildung als sandig-tonige „Stillwasserfazies“, Detail eines Aufschlusses bei Gaildorf

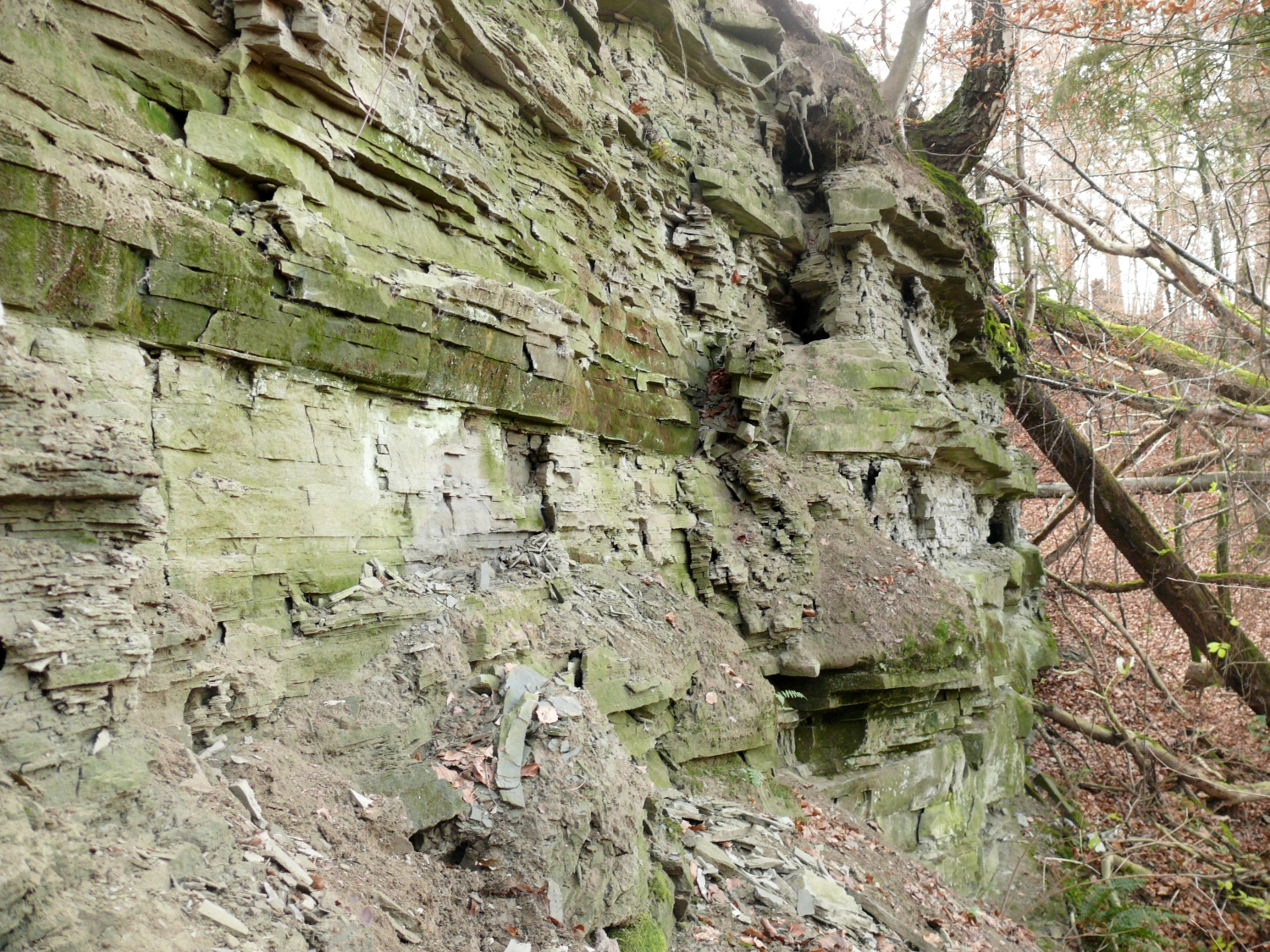
Schilfsandstein in „Flutfazies“, aufgelassener Steinbruch bei Markertshofen

Die Stuttgart-Formation (ehemals Schilfsandstein oder Schilfsandstein-Schichten) ist eine sedimentäre Gesteinseinheit vom Rang einer Formation im Keuper der Germanischen Trias. Die Stuttgart-Formation wird von der Grabfeld-Formation und der Benk-Formation unterlagert und von der Weser- und der Steigerwald-Formation überlagert. Die Ablagerungen der Stuttgart-Formation sind überwiegend fluviatilen und lakustrinen Ursprungs.

## Geschichte
Der Name Schilfsandstein rührt von den Abdrücken fossiler Schachtelhalme im Gestein her, die früher irrtümlich als Schilfhalme gedeutet wurden. Er geht auf Oscar Fraas zurück, der ihn im Jahre 1845 in die Literatur einführte. Der Name Stuttgart-Formation wurde von Manfred Gwinner (1980) vorgeschlagen und von der Subkommission Perm-Trias der Deutschen Stratigraphischen Kommission 1997 offiziell angenommen.

## Definition
Die Untergrenze der Stuttgart-Formation ist in Norddeutschland die diskordante Fläche D2 des Keupers. Die Obergrenze ist unscharf und wird durch das Ende der siltig-sandigen Sedimentation und Einsetzen der Gipsführung definiert. In Süddeutschland wird die Obergrenze an der Basis des Hauptsteinmergels gezogen. Weiter nördlich wird die Obergrenze an die Basis des sogenannten Beaumont-Sulfats oder an die Basis der Kühl'schen Brekzie gelegt. Die Stuttgart-Formation ist überwiegend durch Sand- und Siltsteine charakterisiert. Untergeordnet kommen auch Ton- und Kalksteine vor. Die Mächtigkeit erreicht in Norddeutschland bis 100 m, durchschnittlich etwa 40 bis 60 m. In Süddeutschland variiert die Mächtigkeit von 40 m bis 10 m. Lateral wird sie wahrscheinlich vom Ansbacher Sandstein vertreten, dessen Status noch nicht geklärt bzw. definiert worden ist. Die Stuttgart-Formation wird in das mittlere Karnium (Julium) datiert. Die STD 2002 veranschlagt für die Stuttgart-Formation einen Ablagerungszeitraum von 1,5 Millionen Jahren (226 bis 224,5 mya). Zwischen Stuttgart- und Grabfeld-Formation liegt damit eine Schichtlücke von 3 Millionen Jahren. Die Typlokalität der Stuttgart-Formation ist die Landeshauptstadt von Baden-Württemberg Stuttgart. Die Typusregion ist Baden-Württemberg.

## Gliederung
Die Stuttgart-Formation enthält in etwa der Mitte eine Leitbank, die sich über größere Entfernungen verfolgen lässt, die „Gaildorfer Bank“. Eine Untergliederung in Subformationen ist (bisher) nicht möglich. In der Stuttgart-Formation lassen sich drei Kleinzyklen unterscheiden.

## Ablagerungsraum
Die Sedimente der Stuttgart-Formation wurden in einem weiten flachen Becken abgelagert, in das sich zu Beginn einige Flussrinnen oft mehrere zehn Meter tief in die unterlagernde Grabfeld-Formation eingeschnitten hatten. Die Täler wurden dann in einer zweiten Phase mit Sandsteinen verfüllt („Sandsteinstränge“). In einem weiteren Zyklus schnitten sich erneut Täler in den Untergrund ein und wurden wiederum mit Sandsteinen verfüllt. In einem dritten Zyklus wurde  das gesamte Gebiet flächig von Sand- und Siltsteinen überdeckt. In den Bereichen zwischen den Flüssen bildeten sich Überflutungsebenen mit Wurzelböden. Als Herkunftsregion der Sande und Silte gilt der Fennoskandische Schild („Nordischer Keuper“).

## Wirtschaftliche Bedeutung
Der leicht zu bearbeitende Schilfsandstein wurde in den vergangenen Jahrhunderten vielfach zum Bau von Häusern, Brücken, Kirchen und für Monumentalbauten wie Burgen oder Schlösser verwendet. Noch heute wird Schilfsandstein stellenweise abgebaut und als Baustoff für die Renovierung historischer Bauten verwendet.

## Fossilien
Die Sandsteine enthalten häufig größere Pflanzenreste, vor allem Schachtelhalme (Equisetites). Fossile Sporen und Pollen von Landpflanzen, die in den Gesteinen enthalten sind, ergeben ein noch umfangreicheres Bild der damaligen Flora und lassen damit Rückschlüsse auf das Klima im mittleren Karnium Mitteleuropas zu. Wirbellose Tiere sind oft durch Muschelkrebse (Ostracoden), Muscheln und Schnecken vertreten.
Die Landwirbeltier-Fauna besteht fast ausschließlich aus Temnospondylen. Einige besonders gut erhaltene Stücke haben den Fundstellen, denen sie entstammen, eine gewisse Berühmtheit eingebracht. So sind in den Steinbrüchen auf der Feuerbacher Heide (heute innerhalb Stuttgarts) Mitte des 19. Jahrhunderts die Überreste der Stereospondylen Cyclotosaurus robustus und Metoposaurus diagnosticus gefunden worden. Aus dem Steinbruch am Jägerhaus bei Heilbronn stammen Schädelteile des Trematosauriers Hyperokynodon keuperinus. Diese zwei bis vier Meter langen „Urlurche“ lebten in Flüssen und Flussdeltas. Auch im thüringischen Mittelhausen nahe Erfurt wurden Knochen von Metoposaurus und Cyclotosaurus sowie von Gerrothorax gefunden.
Amniotenfunde sind dagegen sehr selten: Bisher kennt man nur das Skelett des rätselhaften frühen Krokodil-Verwandten Dyoplax arenaceus aus Stuttgart, ein ebenfalls aus Stuttgart stammendes, unter dem Namen Zanclodon arenaceus beschriebenes Unterkieferbruchstück, das einem Phytosaurier bzw. einem den Phytosauriern nahestehenden Krokodil-Verwandten zugeschrieben wird sowie das Unterkieferbruchstück eines wahrscheinlich kannemeyeriiformen Dicynodontiers aus Obernzenn in Mittelfranken.